# さいはての向日葵
さいはての向日葵（さいはてのひまわり）は、2007年9月16日の14:00～15:24（JST）に、北海道放送（HBC）制作で、一部のTBS系列で放送されたテレビドラマであり、HBCのテレビ開局50周年記念番組としての位置付けでもあった。

## 出演者・キャスト
- 手島陽子：大塚寧々
- 手島良平：深澤嵐
- 安部早苗：野村恵里
- 辺見保：岩尾亮
- 松永洋：荒川良々
- 宗倉省三：中村嘉葎雄 など

## スタッフ
- 脚本：扇澤延男
- 音楽：西村由紀江
- 音楽プロデューサー：伊藤圭一
- 演出：国貞泰生
- 製作著作：北海道放送